# Mylonchus psammophilus
Mylonchus psammophilus är en rundmaskart som beskrevs av Yeates 1967. Mylonchus psammophilus ingår i släktet Mylonchus, ordningen Mononchida, klassen Adenophorea, fylumet rundmaskar och riket djur. Inga underarter finns listade i Catalogue of Life.